# György Geszler
György Geszler [ˈɟørɟ ˈɡɛslɛr] (* 1. Februar 1913 in Budapest; † 9. Januar 1998 ebenda) war ein ungarischer Pianist und Komponist.

## Leben

### Familie und Jugend
Sein Vater, Ödön Geszler (4. Mai 1879 – 25. Dezember 1959 in Budapest), war Komponist, Musikkritiker, Musiklehrer und Direktor der Budapester Höheren Musikschule. Seine Mutter, Margit von Tessényi (31. August 1879 – 29. Januar 1957 in Budapest) war eine in ganz Europa konzertierende Pianistin und Klavierlehrerin. Bereits mit 19 Jahren hatte sie am Budapester Konservatorium ihren Abschluss in den Fächern Klavier und Komposition erworben und anschließend noch bei Ferruccio Busoni in Weimar sowie José Vianna da Motta in Berlin studiert.
Die ersten Klavierstunden bekam Geszler von seiner Mutter. An der Franz-Liszt-Musikakademie studierte er dann neben Klavier auch Komposition. 1937 schloss er seine Ausbildung mit besten Ergebnissen ab. Im Anschluss bekam er an der Budapester Höheren Musikschule, an der sein Vater Direktor war, eine Anstellung als Musiklehrer.

### Jahre des Erfolgs
Bereits als Student des Nationalkonservatoriums ging György Geszler einer regen Konzerttätigkeit nach. Er hatte sich zu einem virtuosen Pianisten entwickelt und wurde in Budapester Fachkreisen schon als zweiter Franz Liszt gehandelt. Einen der Höhepunkte in seiner kurzen Karriere als Konzertpianist stellte sicherlich die Einladung dar, beim Gedenkkonzert zum 50. Todestag von Franz Liszt mitzuwirken. In dieser Veranstaltung am 18. Februar 1936 trat unter anderen auch Béla Bartók mit einem Liszt-Werk auf.
Am 13. Januar 1938 fand im Großen Saal der Musikakademie ein Kompositionsabend mit Werken von Geszler statt, bei dem hauptsächlich Orchesterwerke zur Aufführung kamen. So wurden unter anderem die Sankt-Georg-Ouvertüre, das Klavierkonzert in D-Dur und die Petőfi-Suite gespielt.
Im Jahre 1940 erhielt Geszler den Franz-Joseph-Preis für seine Arbeit. In der Öffentlichkeit hatte sich der junge Künstler neben seinen Liszt-Interpretationen mit seinen Kompositionen inzwischen ebenfalls einen Namen gemacht. So fanden an der Musikakademie sowie an anderen Veranstaltungsorten regelmäßig Kompositionsabende mit seinen Werken statt, einige seiner Stücke waren im Rundfunk zu hören. Zu einem Konzert mit Klavierwerken von Geszler im großen Saal der Musikakademie am 2. April 1941 schrieb die deutschsprachige Zeitung Pester Lloyd am Freitag, dem 4. April: „Die originellen Kompositionen Geszlers sind klar gebaut, formal ausgeglichen, sie offenbaren eine kultivierte Begabung wie auch Geschmack und gediegenes Können…“
Bei einem Unfall im Jahr 1941 erlitt Geszler einen komplizierten Daumenbruch, nach welchem die Beweglichkeit der Finger nicht wieder vollständig hergestellt werden konnte. Dies bedeutete ein frühes Ende für seine Pianisten-Laufbahn. Was blieb, war das Unterrichten (Klavier, Harmonielehre) und das Komponieren. Außer virtuosen Klavierstücke schrieb er für andere Soloinstrumente und Kammermusik,  aber auch Orchesterwerke.

### Neue Zeiten
Mit dem Ende des Zweiten Weltkriegs und der Machtübernahme der Kommunisten in Ungarn begann eine neue Ära in Geszlers Heimat. Da er überzeugter Anti-Kommunist war, verlor er seine Stelle am Konservatorium und unterrichtete ab 1948 Musik an verschiedenen Grundschulen. Trotz aller Veränderungen im Leben Geszlers – er war inzwischen Vater von vier Töchtern – entstanden weiterhin neue Werke, als bedeutende die 24 Präludien und Fugen für Klavier. In diesen hat Geszler seinen ganz persönlichen Stil gefunden.
Anlässlich eines Besuches in Wien wurden dort 1957 zwei Kompositions-Abende organisiert, erst 1976 folgte eine weitere Konzertreise in diese Stadt. Zur Aufführung  kamen einige seiner durch Vasarely inspirierten Werke für zwei Klaviere und Schlagzeug mit dem Klavierduo Ditta Pásztory-Bartók und Mária Comensoli sowie zwei Perkussionisten.
Anfang der 1970er Jahre lernte György Geszler die sogenannte Op-Art des französisch-ungarischen Künstlers Victor Vasarely kennen. Ein erster Eindruck, den Motive und vor allem die künstlerischen Techniken einiger seiner Werke hinterließen, legte den Grundstein für die wachsenden Faszination, die der Komponist bei dessen Bildern empfand. Im September 1980 bot sich für Geszler die Gelegenheit, nach Paris zu reisen und den, wie der Komponist ihn bezeichnete, Deko-Künstler Victor Vasarely persönlich zu treffen. Geszlers Vorgehen bei der Komposition seiner durch Vasarely inspirierten Werke spiegelt nach eigener Aussage die Bildstrukturen, die Kombination der einzelnen Elementen und die Gestaltungsmerkmale des Grafikkünstlers wider.

### Späte Anerkennung
In seiner Heimat war Geszler, bedingt durch seine unpolitische Haltung, bis zum Umschwung der Jahre 1989/1990 eine Teilnahme am öffentlichen Musikleben verwehrt. Erst im Jahr 1998, seinem Todesjahr, erhielt er den Leo-Weiner-Preis. Diese Geste, dem schwerkranken Komponisten nur wenige Wochen vor seinem Tod noch eine Auszeichnung zu überreichen, könnte als Versuch einer späten politischen Rehabilitation verstanden werden.